# Vlissingen Souburg vasútállomás
Vlissingen Souburg vasútállomás vasútállomás Hollandiában, Vlissingen községben, Oost-Souburg településen.

## Vasútvonalak
Az állomást az alábbi vasútvonalak érintik:
- Roosendaal–Vlissingen-vasútvonal

## Kapcsolódó állomások
A vasútállomáshoz az alábbi állomások vannak a legközelebb:
- Middelburg vasútállomás
- Vlissingen vasútállomás